# Свято Ейпріл (фільм)
«Свято Ейпріл» — кінофільм режисера Пітера Геджеса, який вийшов на екрани в 2003 році.

## Зміст
Ейпріл Бернс намагається приготувати свій перший обід до Дня Подяки. Цього року до неї в гості приїде вся її родина, що не відрізняється терплячістю і ввічливістю. Так що все має бути на вищому рівні, але як на зло все валиться з рук. А тим часом родичі Ейпріл їдуть на автомобілі з Пенсільванії, безперервно сварячись на ходу. Природно, вони приїжджають у вельми кепському настрої.

## Ролі
| Актор             | Роль                        |
| ----------------- | --------------------------- |
| Кеті Голмс        | Ейпріл Бернс                |
| Дерек Люк         | Боббі                       |
| Олівер Платт      | Джим Бернс                  |
| Елісон Пілл       | Бет Бернс                   |
| Джон Галлагер     | Тіммі Бернс                 |
| Патрісія Кларксон | Джой Бернс                  |
| Еліс Драммонд     | Бабуся Дотті                |
| Шон Хейз          | Вейн                        |
| Ліліас Вайт       | Еветт                       |
| Ісайя Вітлок мол. | Юджин                       |
| Лейла Данетт      | жінка на сходовій клітці    |
| Сіско             | Латрелл                     |
| Адріан Мартінес   | чоловік у махеровому светрі |
| Армандо Рієско    | Тайрон                      |

## Знімальна група
- Режисер — Пітер Геджес
- Сценарист — Пітер Геджес
- Продюсер — Алексіс Алексаніан, Люсі Барзун, Холлі Бекер
- Композитор — Стефінів Меррітт